# Níquel Náusea (revista)
Níquel Náusea foi uma revista de histórias em quadrinhos brasileira, publicada entre 1986 e 1996, sem periodicidade fixa.
Além das tiras protagonizadas pelo personagem-título, trazia histórias mais longas do autor e editor Fernando Gonsales, como as do mago Vostradeis. Também publicava quadrinhos de outros autores brasileiros, como Spacca e Laerte.

## Editoras
- Press - 1986 a 1988
- Circo Editorial - 1988 a 1990
- VHD Diffusion - 1991 a 1996[3]

## Colaboradores
- Spacca
- Newton Foot
- Laerte Coutinho
- José Duval
- Roberto Negreiros
- Renato Canini